# Economia de Nova Andradina
A economia de Nova Andradina, com dados da cidade de Nova Andradina, no estado de Mato Grosso do Sul. O município está entre os principais centros regionais do referido estado e sua economia é fortemente dependente da agropecuária, sendo também um importante pólo de criação e abate de bovinos do Brasil. É um importante entroncamento rodoviário regional do estado e destaca-se também por ser um importante pólo econômico do estado com destaque industrial e de serviços.
Nova Andradina teve crescimento acelerado da fundação até os dias atuais. É a 6ª maior cidade do estado de Mato Grosso do Sul em população com 53.500 habitantes, PIB de R$ 1.567.444.000 e PIB per capta de R$ 30.798,82, além de área total de 4.788,2 km² e 7,6635 km² de área urbana.

## Turismo
Conhecida como Capital do Vale do Ivinhema, Nova Andradina é uma cidade de perfil progressista situada próximo do Rio Paraná e BR-267. Possui traçado urbano considerado plano com vias de traçado retilíneo, possuindo formato de tabuleiro de damas.